# Tash Sultana

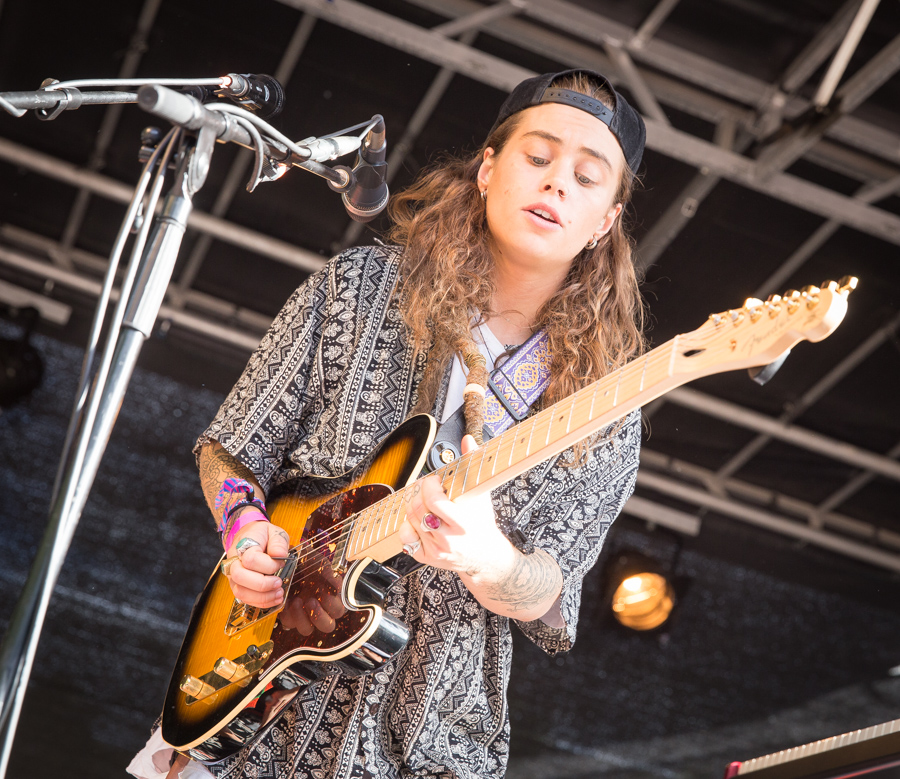
Tash Sultana i Vigelandparken 2017.

Natasha "Tash" Sultana, född 15 juni 1995 i Melbourne, är en singer-songwriter och multi-instrumentalist från Australien.
Innan genombrottet 2015 var Sultana en välkänd gatumusikant i hemstaden Melbourne. Hon slog igenom 2015 när hon publicerade sin musik på youtube och har sedan dess sålt ut stora arenor runt om i världen. Singeln "Jungle" släpptes år 2016 och röstades fram till tredje plats i Triple J Hottest 100, 2016.

## Biografi
Sultana föddes och växte upp i Melbourne. Vid tre års ålder fick hon en gitarr av morfadern och har sedan dess spelat instrumentet. Hon kan spela 20 olika instrument inklusive gitarr, bas, trumpet, flöjt, saxofon och trummor. Sultana har själv beskrivit sig som drogmissbrukare och vid 17 års ålder fick hon genomgå flera månaders behandling och rehabilitering. Hon kunde därefter inte hitta ett vanligt arbete och började därför spela och uppträda på gatorna i Melbourne. 
Sultana var vokalist mellan 2008 och 2012 för Mindpilot med Patrick O'Brien, Emily Daye och David Herbert. Detta band vann flera tävlingar i Melbourne, men splittrades 2012. Sultana har varit aktiv som musiker på Bandcamp sedan 2013. 
Under 2016 delade Sultana videor på sociala medier där hon uppträdde, dessa fick miljoner av visningar inom bara några dagar.  Samma år vann hon J Award för Unearthed Artist of the Year och hade två låtar framröstade i Triple J Hottest 100, 2016: "Jungle" and "Notion". Båda låtarna är singlar från hennes EP "Notion". 
I april 2017 släpptes första singeln efter Notion, "Murder to the Mind" vilken nådde topp 20 på Australiens Artist Singles-listan.  Inte långt därefter diagnostiserades Sultana med laryngit och tvingades ställa in planerade spelningar. 
I oktober gjorde hon sin TV-debut på Late Night med Seth Meyers.